# Justin Peach
Justin Venner Peach (* 2. März 1982 in El Paso, Texas, USA) ist ein deutschamerikanischer Dokumentarfilmer und Kameramann.

## Leben
Nach Abitur und Zivildienst, im deutschen Kaiserslautern, machte er erste Film- und Fernseherfahrungen, als Hospitant beim ZDF, durch Praktika beim SWR sowie bei „Maran Film“ in Berlin und Stuttgart. 2003 begann er ein Studium an der Fachhochschule Mainz, im Fachbereich Medien-Design. 2005 gründete er in Mainz PENG - Gesellschaft zur Förderung von Design, Kunst und Kommunikation e.V. Ebenfalls 2005 folgte ein dreimonatiger Aufenthalt in Ecuador, als Stipendiat des ASA-Programms. 2008 machte er seinen Diplomabschluss als Medien-Designer an der Fachhochschule Mainz, mit dem Dokumentarfilm „Kleine Wölfe“. Ermöglicht wurde dies durch die Nachwuchs-Medien Förderung Rheinland-Pfalz und einem DAAD-Stipendium. Seit 2008 ist er Mitglied der Arbeitsgemeinschaft Dokumentarfilm in der Region Frankfurt am Main. Seit Ende 2008 ist er im Masterstudiengang Journalismus. an der Johannes Gutenberg-Universität Mainz eingeschrieben.
Justin Peach wurde am 19. November 2009, auf dem „Up and Coming Festival“ in Hannover, der deutsche Nachwuchsfilmpreis für seinen Dokumentarfilm „Kleine Wölfe“ und am 6. November 2009 der Jurypreis von der Landeszentrale für politische Bildung Rheinland-Pfalz auf den 26. video/film Tagen in Koblenz verliehen. Am 11. August 2010 lief „Kleine Wölfe“ im ZDF. Daraufhin wurde die Dokumentation für den Grimme-Preis 2011 in der Kategorie Information und Kultur nominiert.
„Street Line“ ist die Fortsetzung des preisgekrönten Dokumentarfilms „Kleine Wölfe“. Zehn Jahre nach den ersten Dreharbeiten hat Justin Peach einige der Kinder von damals aufspüren können. STREET LINE ist ein Langzeitportrait des damals 11 und heute 23-jährigen ehemaligen Straßenkindes SONU, in Kathmandu, Nepal. Peach begleitet SONU auf seinem Weg, die Fesseln seiner Vergangenheit abzulegen, um für seine Tochter den Kreislauf der Straße zu durchbrechen.
In den Filmen von Justin Peach geht es um Gefühle und Perspektivwechsel. Er möchte mit seinen Filmen Menschen dazu bringen, Empathie für Geschichten zu entwickeln, vor denen sie sonst die Augen verschließen und sie dazu anregen, neue Handlungsperspektiven zu entdecken.

## Filmografie
- 2005: Calvin und Hobbes – Auf der Jagd nach Mr. X (Kurzfilm, 5 Minuten, Comicverfilmung) – Publikumspreis Vollbild 2005
- 2005: Der Goldene Käfig (Dokumentarfilm, 34 Minuten, Illegaler Tierhandel in Ecuador) – ASA-Stipendium
- 2006: Die Bunte Liga, Co-Regie: David de Larrea (Dokumentarfilm, 28 Minuten, Hobbykicker in Mainz) – Gewinner des Short Cuts Festival in Mainz 2008
- 2006: Die Beduinin (Doku-Werbespot, 30 Sekunden, Das Leben einer Aussteigerin in Petra, Jordanien) – Bertelsmann Booktrailer Award
- 2006: Nachttanke (Experimenteller Kurzfilm, 6 Minuten, 9 Überwachungskameras erzählen eine Geschichte) – Gewinner des Short Cuts Festival und des Publikumspreis Vollbild 2008
- 2007: Maos 5.000 Meter Traum (Dokumentarfilm von Peking nach Lhasa, Tibet, Recherche')
- 2009: Kleine Wölfe (Diplom-Dokumentarfilm, 48 Minuten, Porträt eines Straßenjungen in Katmandu, Nepal) – deutscher Nachwuchsfilmpreis 2009 und Jurypreis von der Zentrale für politische Bildung RP
- 2010: Die Geteilte Klasse, 80 min. Kino-Dokumentarfilm 4K Red Schnitt für Halbtotal Film und Andrzej Klamt.
- 2011: Das Dorf der vergessenen Kinder, 45min. 3sat und Reportage Schnitt für Katja Schupp und Halbtotal Film.
- 2012/13: Mein Kampf mit Hitler,  45min. Doku-Drama Schnitt für Peter Adler und Gordian Maugg und Halbtotal Film.
- 2013: Kampf ums Überleben, 35min. HistoryDoku-Schnitt mit den Autoren Alex Berkel und Andrzej Klamt für Halbtotal Film.
- 2013: Das Glück des Abchasischen Hirten, 43 Min. ARTE WunderWelten Reportage mit Andrzej Klamt für Halbtotal Film.
- 2014: Hirte seines Glücks, 19 Min. Festivalfassung mit Andrzej Klamt für Halbtotal Film.
- 2013: Musik für Stummfilm, 12min. Kurzdokumentarfilm für die Hochschule für Musik und Darstellende Kunst Frankfurt am Main.
- 2015: Limit S.O.S., 4 Min. Festivalfassung mit Andrzej Klamt für Halbtotal Film.
- 2015: Der Klang Sardiniens, 43 Min. Fassung mit Peter Kalvelage für Arte.
- 2016: Die Deutschen und die Polen, 2x 43 Min. Doku-Drama mit Andrzej Klamt für Halbtotal Film.
- 2018: Schloss Freudenberg,  80 min Kino Doku Kamera mit Andrzej Klamt für Halbtotal Film.
- 2018: Son of Cornwall, 80 min Kino Doku Kamera mit Lawrence Richards für Indievisuals.
- 2019: STREET LINE – KLEINE WÖLFE II, 90 min Kino Doku Kamera mit Lisa Engelbach